# Sucker Free City
Sucker Free City es un telefilme estadounidense de 2004 dirigido por Spike Lee, estrenado en el Festival Internacional de Cine de Toronto y emitido en la cadena de televisión Showtime. En el sitio especializado en reseñas Rotten Tomatoes, la película cuenta en la actualidad con una aprobación del 69% por parte de la audiencia.

## Sinopsis
La película relata la historia de tres jóvenes pertenecientes a diferentes pandillas en San Francisco: Nick es un traficante de drogas, K-Luv es miembro de la mafia de Visitacion Valley y Lincoln es una figura naciente de la mafia china. En un momento sus destinos se encuentran, y el problema racial latente en los Estados Unidos hará su aparición.

## Reparto
- Ben Crowley es Nick Wade
- Ken Leung es Lincoln Ma
- Anthony Mackie es K-Luv
- Darris Love es Sleepy
- Laura Allen es Samantha Wade
- T.V. Carpio es Angela Tsing
- Kathy Baker es Cleo Wade